# Sent Andrèu de Senhans
Sent Andrèu de Senhans (en francès Saint-André-de-Seignanx) és un municipi francès situat al departament de les Landes i a la regió de la Nova Aquitània.

## Demografia
| 1962                                       | 1968 | 1975 | 1982  | 1990  | 1999  | 2007  |
| ------------------------------------------ | ---- | ---- | ----- | ----- | ----- | ----- |
| 692                                        | 732  | 720  | 1.020 | 1.271 | 1.274 | 1.489 |
| Des de 1962: població sense dobles comptes |      |      |       |       |       |       |

## Administració
| Període | Identitat   | Partit |
| ------- | ----------- | ------ |
| 2001-   | Jean Baylet | PS     |